# Osamu Maeda
Osamu Maeda (前田 治 Maeda Osamu?,  nacido el 5 de septiembre de 1965 en Fukuoka, Fukuoka) es un exfutbolista japonés que se desempeñaba como delantero.
Maeda jugó 14 veces y marcó 6 goles para la Selección de fútbol de Japón entre 1988 y 1989. Fue elegido para integrar la selección nacional de Japón para los Copa Asiática 1988.

## Trayectoria

### Clubes
| Club             | País  | Año         |
| ---------------- | ----- | ----------- |
| Yokohama Flügels | Japón | 1988 - 1996 |

### Selección nacional
| Selección | País  | Año         |
| --------- | ----- | ----------- |
| Absoluta  | Japón | 1988 - 1989 |

## Estadística de equipo nacional
| Selección de Japón | Selección de Japón | Selección de Japón |
| Año                | Part.              | Goles              |
| ------------------ | ------------------ | ------------------ |
| 1988               | 5                  | 1                  |
| 1989               | 9                  | 5                  |
| Total              | 14                 | 6                  |

## Palmarés

### Títulos nacionales
| Título             | Club             | País  | Año  |
| ------------------ | ---------------- | ----- | ---- |
| Copa del Emperador | Yokohama Flügels | Japón | 1993 |

### Distinciones individuales
| Distinción                  | Año       |
| --------------------------- | --------- |
| Japan Soccer League Best XI | 1988-1989 |